# 나의 조국 (박정희)
《나의 조국》은 대한민국의 박정희 대통령이 1976년 작사하고 작곡한 노래이다.

## 가사

### 1절
백두산의 푸른 정기 이 땅을 수호하고
한라산의 높은 기상 이 겨레 지켜왔네
무궁화꽃 피고 져도 유구한 우리 역사
굳세게도 살아 왔네 슬기로운 우리 겨레

### 2절
영롱한 아침해가 동해에 떠오르면
우람할 손 금수강산 여기는 나의 조국
조상들의 피땀 어린 빛나는 문화유산
우리모두 정성 다해 길이길이 보전하세

### 3절
삼국통일 이룩한 화랑의 옛정신을
오늘에 이어받아 새마을 정신으로
영광된 새 조국의 새 역사 창조하여
영원토록 후손에게 유산으로 물려주세